# Slittino agli XI Giochi olimpici invernali - Doppio
Nello slittino agli XI Giochi olimpici invernali la gara del doppio si è disputata il giorno del 10 febbraio nella località Monte Teine.

## Classifica di gara
| Pos.   | Squadra            | Equipaggio                                 | 1ª manche | 2ª manche | Tempo Finale |
| ------ | ------------------ | ------------------------------------------ | --------- | --------- | ------------ |
| Oro    | Germania Est 1     | Horst Hörnlein Reinhard Bredow             | 44"27     | 44"08     | 1'28"35      |
| Oro    | Italia 1           | Paul Hildgartner Walter Plaikner           | 44"21     | 44"14     | 1'28"35      |
| Bronzo | Germania Est 2     | Klaus-Michael Bonsack Wolfram Fiedler      | 44"69     | 44"47     | 1'29"16      |
| 4      | Giappone 1         | Satoru Arai Masatoshi Kobayashi            | 44"73     | 44"90     | 1'29"63      |
| 5      | Polonia 1          | Mirosław Więckowski Wojciech Kubik         | 44"88     | 44"78     | 1'29"66      |
| 5      | Germania Ovest 1   | Hans Brandner Balthasar Schwarm            | 44"86     | 44"80     | 1'29"66      |
| 7      | Austria 1          | Manfred Schmid Ewald Walch                 | 44"92     | 44"83     | 1'29"75      |
| 8      | Italia 2           | Sigisfredo Mair Ernesto Mair               | 45"22     | 45"04     | 1'30"26      |
| 9      | Austria 2          | Lucjan Kudzia Ryszard Gawior               | 45"37     | 45"31     | 1'30"68      |
| 9      | Polonia 2          | Rudolf Schmid Franz Schachner              | 45"28     | 45"40     | 1'30"68      |
| 11     | Germania Ovest 2   | Stefan Hölzlwimmer Hans Wimmer             | 45"61     | 45"31     | 1'30"92      |
| 12     | Unione Sovietica 1 | Yury Svetikov Sergey Osipov                | 45"64     | 45"48     | 1'31"12      |
| 13     | Unione Sovietica 2 | Yury Yegorov Viktor Ilyin                  | 45"66     | 45"53     | 1'31"19      |
| 14     | Norvegia           | Christian Strøm Stephen Sinding            | 45"81     | 46"25     | 1'32"06      |
| 15     | Stati Uniti 1      | Jack Elder Frank Jones                     | 46"48     | 46"11     | 1'32"59      |
| 16     | Canada             | Larry Arbuthnot Doug Hansen                | 46"47     | 46"22     | 1'32"69      |
| 17     | Stati Uniti 2      | Robert Berkley Richard Cavanaugh           | 46"58     | 46"59     | 1'33"17      |
| 18     | Giappone 2         | Masako Eguchi Kazuaki Ichikawa             | 46"93     | 46"63     | 1'33"56      |
| 19     | Gran Bretagna 1    | Stephen Marsh Jonnie Woodall               | 46"77     | 47"05     | 1'33"82      |
| 20     | Gran Bretagna 2    | Michel de Carvalho Jeremy Palmer-Tomkinson | 47"09     | 47"50     | 1'34"59      |